# Кумі одорі
Кумі одорі (яп. 組踊, Okinawan: Kumi wudui) є формою розповідного традиційного танцю Рюкюсці. Кумі одорі або Kumi wudui означає «комбінований танець» або «ансамбль».
Цей танець, що виник у столиці Рюкю Сюрі на Окінаві в 1719 році, полягав у тому, щоб задовольнити та розважити китайських дипломатів, які прибули до Рюкю, які називалися укваншин. Тамагусуку Чокун, придворний Рюкю, який жив з 1684 по 1734 рік, вважається засновником кумі одорі як часто представленої придворної демонстрації. Об'єднання кількох різних типів східноазіатського танцю, кумі одорі продовжує займати місце в культурі Окінави, і тепер визнано японським урядом як важливе нематеріальне культурне надбання. У 2010 році його було внесено до Репрезентативного списку нематеріальної культурної спадщини людства ЮНЕСКО. Сьогодні він залишається яскравим прикладом місцевого мистецтва, яке підтримує народ Окінави.

## Історико-політичний фон
Острови Рюкю складаються з понад 140 островів, 40 із яких населені, які лежать під найпівденнішими японськими головними островами. Упродовж багатьох років право власності на Рюкю часто оскаржувалося великими державами. Острів Окінава спочатку перебував під владою воєначальників, яких називали аджі або андзі, і був об'єднаний під правлінням Сьо Хасі на початку п'ятнадцятого століття (Смітс 90). Згодом Окінава завоювала решту островів Рюкю, розширивши своє маленьке королівство. Торгівля процвітала у Східній Азії наприкінці п'ятнадцятого та початку шістнадцятого століть, і позиція Рюкю як посередника допомогла налагодити відносини з Японією та Китаєм. Коли торгівля зменшилася, Рюкю зіткнувся з загрозою вторгнення Японії. У 1609 році домен Сацума вторгся в Королівство Рюкю і змусив короля стати їхнім васалом, щоб скористатися своїми зв'язками з Китаєм, і керував лише опосередковано до 1872 року (Smits 91). За збігом обставин це фактично послужило популяризації китайської культури. Неоднозначність політичного статусу Рюкю під час перебування під контролем Японії була предметом дискусій, які хвилювали більшість еліти. Незважаючи на те, що він перебував під пануванням Японії і його лідери усвідомлювали це, він зберігав свою автономію до 1879 року (Smits 107). До цього часу Рюкю почав переходити під більш формальний контроль Японії. Імператор Мейдзі змусив Королівство стати японським феодальним володінням у 1872 році, а в 1879 році воно стало префектурою Японії, а потім воно було окуповано Сполученими Штатами з 1945 по 1972 рік після Другої світової війни та битви за Окінаву. У 1972 році його нарешті повернули Японії в результаті багаторічних суперечок між жителями Окінави та американськими військовими.
Кумі одорі народився з необхідності дипломатичних актів. У 1372 році король Тюдзану Сатто погодився дотримуватися системи данини з Китаєм, і, у рамках цієї системи китайські посланці осідали на Окінаві приблизно на шість місяців на рік, коли китайський імператор мав підтвердити правонаступництво нового короля (Фолі 2). Важливо було розважити цих важливих відвідувачів, тому кумі одорі був розроблений у 1719 році одорі буґьо, або міністром танцю, Тамагусуку Чокун. Призначений на цю посаду в 1715 році, його основним обов'язком було організувати розваги для розкішних бенкетів для приїжджих емісарів. Раніше він здійснив п'ять поїздок до Японії, зупиняючись як у Сацумі, так і в Едо (сьогоднішній Токіо). Перебуваючи там, він вивчав усі образотворчі мистецтва, отримавши знання про кьоген, кабукі та но, що значно вплинуло на його творчість (Фолі 3). Його також надихало китайське мистецтво, і в той час китайська література, конфуціанство і навіть сансін, інструмент, який пізніше був адаптований для виконання кумі-одорі, були поглинені культурою Окінави (Фолі 2). Кумі одорі було вперше поставлено на бенкеті в Чойо навесні 1719 року: Shushin kaneiri («Одержима коханням, вона заволодіває храмовим дзвоном») і Nido tekiuchi («Дитяча помста»), які були першими творами Чокуна, були виконані чоловіками-аристократами і залишаються основною частиною репертуару донині. З падінням сьогунату Токуґава та встановленням правління Мейдзі в 1868 році про кумі одорі майже забули. Аристократів, які раніше насолоджувалися розкішшю часу та грошей, що дозволяло їм вивчати придворний танець, зараз було небагато, але завдяки кільком видатним особам він передавався з покоління в покоління та виконувався для населення. Навіть звичайні люди тепер мали шанс вступити до шкіл і стати виконавцями (Торнбері 233). Після того, як американська окупація Окінави закінчилася, і Окінава була передана Японії в 1972 році, відбулося відродження всіх видів мистецтва корінного населення. Підтримка Японією місцевого окінавського мистецтва є джерелом багатьох дискусій. Незважаючи на те, що окінавська культура була придушена урядом Японії під час війни, 15 травня 1972 року кумі одорі було оголошено національно важливою нематеріальною культурною власністю, або kuni no juyo mukei bunkazai, відповідно до Закону про захист культурних цінностей, або Bunkazai Hogoho. Кумі одорі був п'ятим виконавським мистецтвом, яке було обрано як таке, приєднавшись до гагаку (стародавньої придворної музики), бунраку (лялькового театру), но та кабукі (інших традиційних японських танців) як корпоративних одиниць. Після свого заснування гідаю бусі, токівазу бусі, ічу бусі, като бусі, міядзоно бусі та огі бусі — усі музичні чи оповідні мистецтва — приєдналися до цієї шанованої категорії (Торнбері, 233—234). Після десятиліття звернень щодо мистецького комплексу для розміщення місцевого мистецтва префектури, у 2004 році в Урасое-ші, поблизу міста Наха, було побудовано Національний театр Окінави. Причини цього не зовсім ясні, але, незважаючи на дефіцит державного фінансування, офіційні особи в Токіо погодилися підтримати проект. Театр не тільки надає значення місту Окінава, але також є туристичною визначною пам'яткою, що дає більш раціональну основу для їх підтримки (Торнбері 243).

## Елементи стилю
Кумі-одорі — це суміш танцювальних стилів, що сягає корінням в окінавські, китайські та японські методи. На додаток до цього, він включає якості з релігійних танців, kami ashibi або chondara, і піснеспівів, умуї, які були поширені в селах минулого (Фолі 2). Справжній конгломерат, він поєднує в собі музику, пісню, розповідь і танець для досягнення драматичного ефекту. Спочатку її виконували повністю чоловічі актори аристократичного походження, а сьогодні її також виконують жінки, які зазвичай виконують ролі жінок або молодих чоловіків. У минулому кастинг значною мірою залежав від типу тіла, і менші самці виконували ці частини. Рухи кумі одорі дуже повільні та навмисні. Немає демонстрацій бравурності та явних проявів складності, скоріше складність кроків полягає в їх стриманій простоті (Фолі 6). Дуже стилізована, його характерна ковзаюча хода вважається одним із найважчих кроків для освоєння. У класичному балеті кажуть, що по-справжньому освоїти буре (крихітні з'єднані кроки на пуантах, які рухаються по підлозі) важче, ніж виконати кілька піруетів, хоча останні можуть виглядати більш вражаюче, і те саме поняття стосується і тут. . Загалом, чим легшим здається крок, тим важче його вдосконалити. Є три рівні одорі (танцю): реалістичні дії, емоційні дії та танці в танці. Характерна хода, про яку ми говорили раніше, була б прикладом реалістичної дії, спрямованої на розповідь історії. Додавання танцювальних кроків до цих дій становило б другий рівень, а включення подорожніх танців, або мічіюкі, у сюжетну лінію забезпечувало б третій (Фолі 7). Це часто зустрічається в багатьох видах танцю, особливо в класичному балеті. Часто основну сюжетну лінію підривають селянські танці чи дивертисменти, призначені виключно для самого танцю, а не суттєво сприяють сюжетній лінії.. Незважаючи на те, що кумі одорі демонструє чудові паралелі зі стилем виконання «но», є також кілька характеристик, які забезпечують відмінність між ними. Обидва мають рідкісне налаштування, що усуває потребу в складних задниках або декораціях. Подібний матеріал, структура та якість виконання відлунюють в обох. Однак там, де не йдеться про буддистську думку, кумі одорі схиляється до конфуціанства, вирішуючи сприяти поміркованості, а не просвітництву. Там, де жоден виконавець зазвичай не носить маску, виконавці кумі одорі виражають свій характер за допомогою гриму та інших засобів (Фолі 3–4). Вираз обличчя стриманий, а емоції відображаються через рухи голови або погляд (Фолі 7). Очі завжди ведуть голову, і, як і в класичному балеті, очі приходять першими, а решта тіла слідом за ними. Така ретельна увага до деталей надає витонченої та контрольованої дії, без якої мистецтво перестало б справляти бажане враження.
Є дві якості, які визначають хорошу ефективність кумі дорі: кан і конаші. Кан схожий на ідею вродженої сценічної присутності, чогось неможливо навчитися. Конаші, з іншого боку, є кульмінацією навичок, набутих роками досвіду. Усі виконавці повинні володіти обома характеристиками, щоб вистава була визнана хорошою. Ідея хін, або вродженої благодаті, також важлива (Фолі 11). Це не приходить відразу і може бути досягнуто лише після років наполегливої праці та відданості. Кажуть, що ніхто не може бути хорошим виконавцем кумі одорі, но або кабукі, принаймні до п'ятдесяти, що є прямою протилежністю до маленьких балерин, яких люблять багато в західному танці. Мабуть, найголовніше, поки не акцентує увагу на минулих подіях, що стиль «кумі одорі» не фокусується на минулих подіях, він зосереджується на теперішніх діях (Фолі 4). І в кабукі, і в но не вистачає сильного акценту на музиці, що так важливо для кумі одорі.

## Музика
Чокун використовував рюку, класичну поезію Окінави, і класичну музику для своїх пісень. Інструменти зазвичай включали три струнні інструменти: саньшин (привезений з Китаю), куту та кучо; hanso, флейта; і два барабани, одайко і кодайко. Тексти пісень зазвичай співали виконавці саньшина, які були найважливішим інструментальним компонентом, а пісні використовувалися для підвищення настрою в напружених ситуаціях. Ці пісні були вирішальними для вистави і часто замінювали діалоги, як у бродвейських мюзиклах (Фолі 8). І на противагу жвавій музиці простого народу Окінави, ця музика була формальною та дещо суворою, проектуючи ідею шляхетності через музику. Подача формальна і сповнена метафор, як і в японській літературі того часу. Було застосовано два стилі: сильний спів, або кьогін, який був зарезервований для потужних чоловічих ролей, і м'який спів, відомий як вагін або юваджін, який використовувався для жіночих або молодих чоловічих ролей (Фолі 8). Більшість важливих співів виконали музиканти. Музиканти або сиділи на сцені, або ліворуч від сцени під час виступу, або сиділи за крапом, оскільки сцена зазвичай була вісімнадцятифутовою платформою, дуже схожою на но (Фолі 9). Під час виконання в наш час музиканти сидітимуть або ліворуч від сцени, або збоку, зберігаючи чистий вигляд оригіналу, і жодного разу на сцені не буде більше шести акторів (Торнбері 231). Кажуть, що важливість має суть дії, а не сама дія або периферійні елементи. Подібним чином уникали реалістичного реквізиту, і вони радше символізували б ідеї, а не сприймали їх буквально.

## Репертуар
Хоча відомо приблизно шістдесят частин кумі одорі, Чокун залишається найвпливовішою фігурою. Не дивно, що всі його п'єси так чи інакше були пов'язані з но, що цілком зрозуміло, враховуючи успіх адаптації того ж театру кабукі. Його презентації тривали приблизно півгодини, на відміну від двох годин і сорока хвилин виступів, які відбудуться пізніше (Фолі 3). За тематикою ці роботи зазвичай поділяються на дві групи: побутові п'єси, які називаються sewa mono, та історичні п'єси, або jidai mono. Jidai mono, або вендета, як їх часто називають (kataki-uchi mono), часто засновані на помсті, тоді як любов і синівська відданість і благочестя є головною темою sewa mono (Фолі 8). Shushin kaneiri залишається найважливішою частиною кумі одорі та має багато схожості з легендою про Додзьодзі, яку розповідають у багатьох інших видах театрального мистецтва. «П'ять п'єс Чокуна» або «Чокун но гобан» доповнюються додаванням ще трьох п'єс: Mekarushii («Діти, які залишилися позаду»), Onna monogurui («Божевільна жінка») і Koko no maki («Повість про синівську шану»). (Торнбері 232). Тасато Чочоку, який жив із 1703 по 1773 рік, був ще однією видатною постаттю, яка створила такі довговічні твори, як Manzai tekiuchi, що перекладається як «Помста здійснена». Його внесок в основному зосереджувався на темі помсти, яка, у свою чергу, стосувалася вірності та відданості, а також створював деякі комедійні твори (Торнбері 232). П'ять нових кумі одорі були розроблені в 2001 році Оширо Тацухіро, у першій серйозній спробі оновити репертуар із 1976 року. 1976 рік ознаменувався роком, коли Кін Рьошо, відомий виконавець кумі-одорі та вчитель, завершив свою зміну частин попередніх робіт, що є неминучим, коли форма мистецтва передається з покоління в покоління. Кін Рьошо (金武良章, 1908—1993) навчав кумі-одорі обох статей у своїй студії в Наха. Його навчав його батько, Кін Рьодзін (1873—1936), учень Амуру Печіна, який був відомим виконавцем останнього укваншина в 1866 році. Нохо Міягі (宮城能鳳) — ще один видатний виконавець і танцюрист кумі одорі двадцятого століття. Після навчання у Ґензо Тамагусуку він викладав в Окінавському Ґейно Дайгаку (Університет мистецтв), надаючи своїм студентам навички, необхідні для виконання та передачі цього культурного скарбу (Фолі 237).

## Кумі одорісьогодні
Майбутнє відродження кумі одорі витає в повітрі, оскільки середньому виконавцю близько шістдесяти років, і важко викликати інтерес, коли ці професіонали вже зайняті викладанням і живуть власним життям (Торнбері 241). Більшість професіоналів належать до Dento Kumi Odori Hozonkai, і жінки перевершили чоловіків за кількістю, і хоча кількість може зростати, відсутність відданості порівняно з попередніми роками почне негативно впливати на форму мистецтва. Мало хто сьогодні має час або ресурси, щоб повністю присвятити своє життя вивченню класичного виконавського мистецтва. Поряд із цим дещо слабшим інтересом, провідні діячі японського танцювального світу вважають, що кумі одорі необхідно адаптувати, щоб залишатися актуальним сьогодні. Міягі Нохо, відомий виконавець і вчитель, заявив, що для того, щоб вижити, кумі одорі потребує капітального ремонту (Торнбері, 241). Це здається надзвичайним подвигом, оскільки репертуар не сильно розширився з часів королівства, але знову і знову було продемонстровано, що танець потребує змін, щоб не відставати від талантів тих, хто розширює його межі, і навпаки. Коли форма мистецтва стає самовдоволеною, інтерес втрачається, а справжня художня цінність починає зникати. Кін Рьошо, інша важлива постать у світі японського танцю, сказав: «Коли щось стає занадто жорстким, воно мертве» (Фолі 11). Щоб вірно представляти культуру Окінави, вона повинна розвиватися та рости разом із місцевістю, залишаючись вірною своїй культурній самобутності.